# Ferdinando Arborio Gattinara di Breme
Ferdinando Arborio Gattinara di Breme (ou François Brême ou Ferdinando Arborio di Gattinara), duc de Sartirana Lomellina, marquis de Breme, est un naturaliste, né le 30 avril 1807 à Milan et mort le 23 janvier 1869 à Florence.

## Biographie
Il fut sénateur et président en 1844 de la Société entomologique de France. Il fait notamment paraître des travaux sur les coléoptères et les diptères.

## Sources
- Notices d'autorité :   - VIAF
  - ISNI
  - BnF (données)
  - GND
  - Italie
- (en) Cesare Conci et Roberto Poggi (1996), « Iconography of Italian Entomologists, with essential biographical data ». Memorie della Società entomologica Italiana, 75 : 159-382.